# Claudon
Claudon är en kommun i departementet Vosges i regionen Grand Est (tidigare regionen Lorraine) i nordöstra Frankrike. Kommunen ligger i kantonen Monthureux-sur-Saône som tillhör arrondissementet Épinal. År 2022 hade Claudon 216 invånare.

## Befolkningsutveckling
Antalet invånare i kommunen Claudon
| Referens: INSEE |